# Igreja Paroquial Nossa Senhora do Pilar (Duque de Caxias)
A Igreja Paroquial de Nossa Senhora do Pilar é um bem tombado como patrimônio histórico brasileiro. O atual prédio foi erguido em 1720 perto do antigo porto de Pilar do Iguaçu, (Antigo território e Distrito de Nova Iguaçu ) sendo a sede religiosa de uma das freguesias mais ricas da Baía de Guanabara durante os séculos XVIII e XIX.

## História

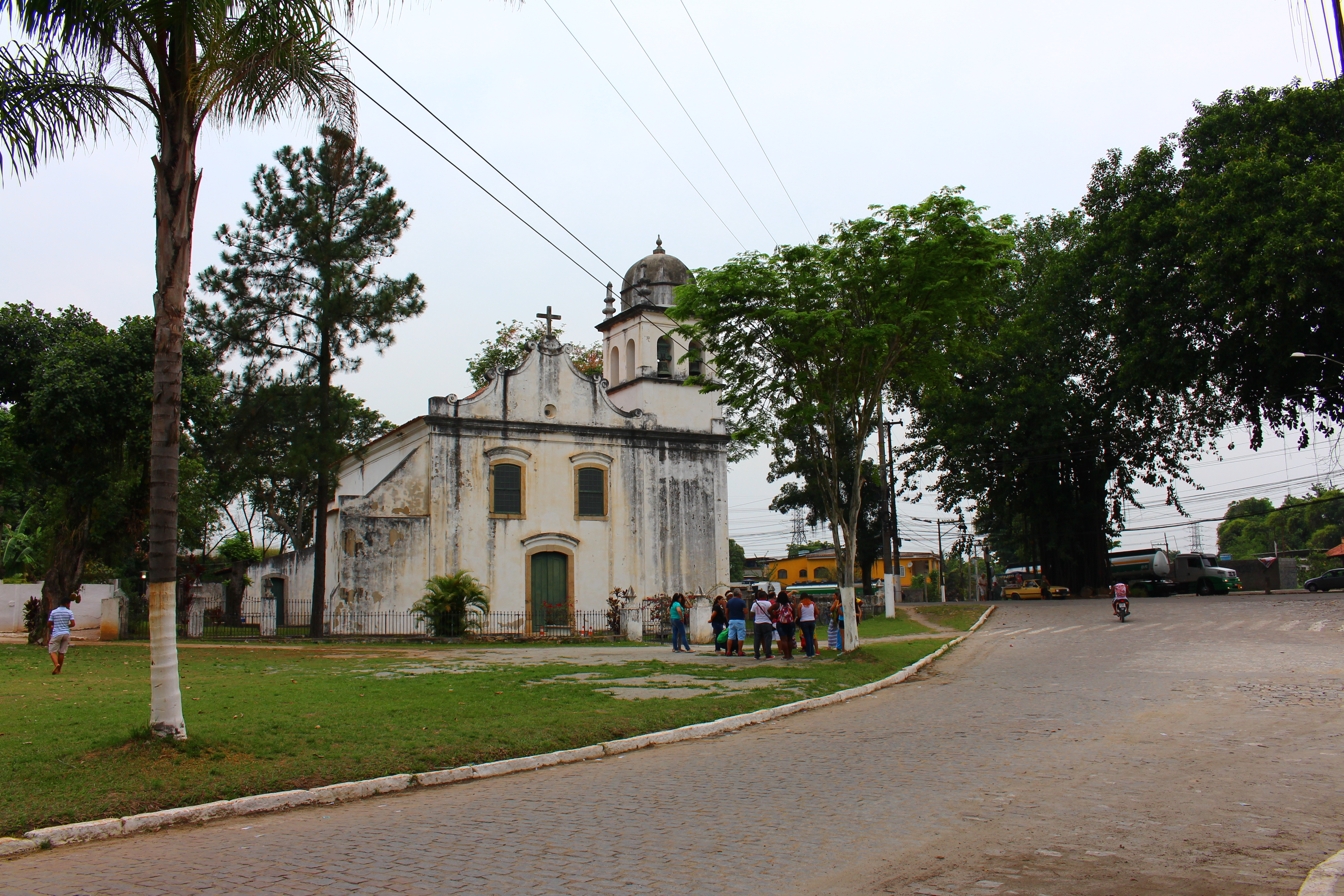
A igreja e seu entorno.

Os descendentes de Gaspar Sardinha, dono da primeira sesmaria da região, construíram, em 1612, uma ermida que atendia às necessidades espirituais dos primeiros colonizadores da região.
Em 1696, foi erguida uma capela dedicada à Nossa Senhora do Pilar em local próximo à atual, a qual foi transformada em paróquia encomendada pelo bispo do Rio de Janeiro, dom José de Barros Alarcão.
O prédio existente hoje foi construído em 1720 na Estrada Velha do Pilar, próximo ao canal do Rio Pilar, afluente do Rio Iguaçu. A sua construção foi feita com auxílio da Fazenda Real e, mais tarde, foi reformada luxuosamente com o dinheiro das contribuições da gente que por ali passava. Os tijolos utilizados foram fabricados por uma olaria existente no Mosteiro de São Bento (Rio de Janeiro) da cidade do Rio de Janeiro
A edificação da igreja tinha também a função de posto de observação para alertar sobre ataques de piratas e corsários neerlandeses e franceses ao porto do Pilar do Iguaçu. Observa-se, na sua fachada, uma pequena claraboia de vidro que servia para tal objetivo.

## Arquitetura
A igreja apresenta características semelhantes às igrejas barrocas de Minas Gerais, principalmente quanto a seus altares, que são entalhados em madeiras e folheados à ouro.

## Atualidade

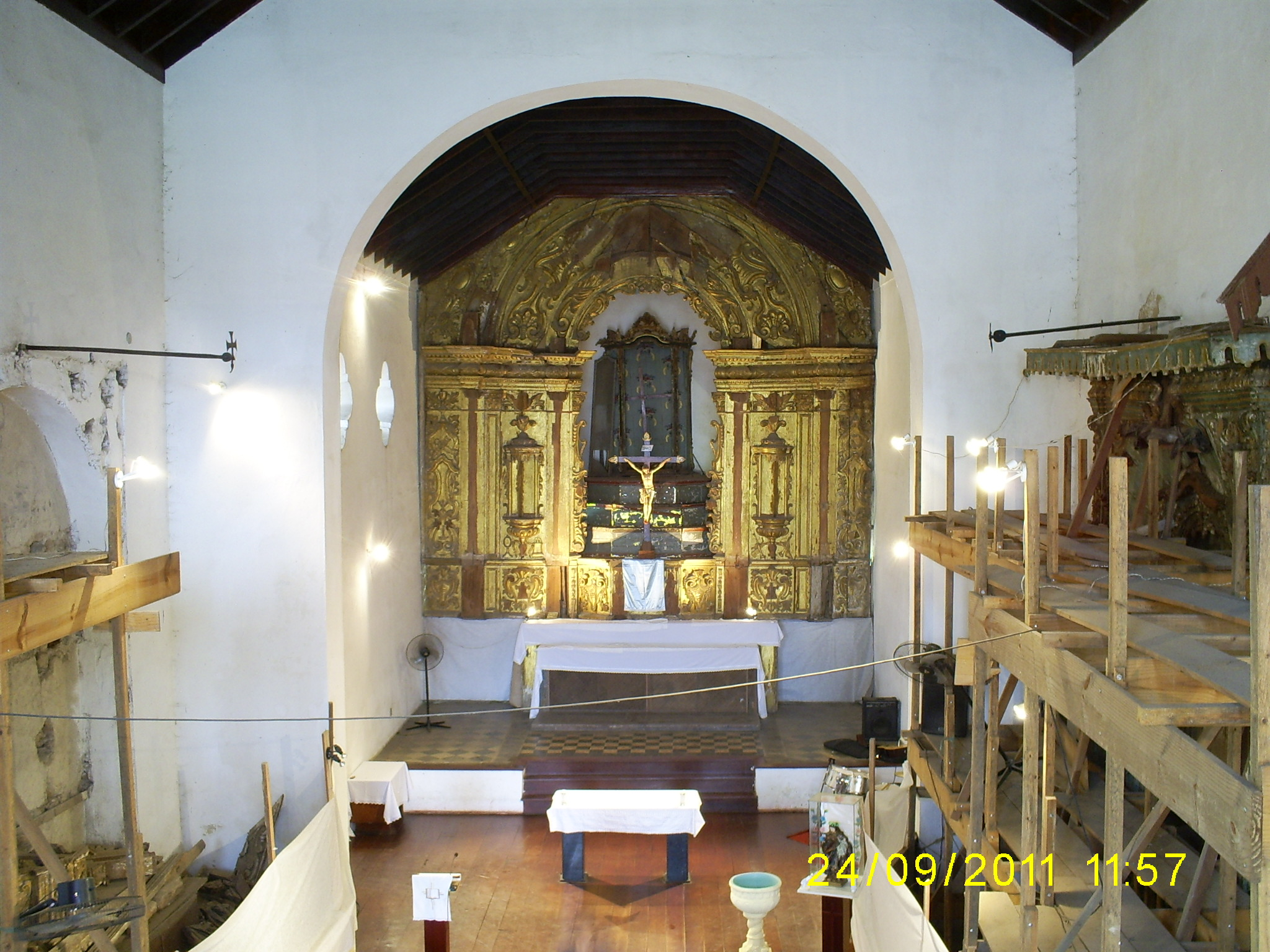
Interior da igreja durante reformas em 2011.

Encontra-se atualmente em péssimas condições de conservação. Interditada desde agosto de 2014, quando os andaimes que sustentavam os altares laterais desabaram, a Igreja do Pilar, que é tombada desde a década de 30 pelo Instituto do Patrimônio Histórico e Artístico Nacional (IPHAN), passou por uma série de reformas na sua parte estrutural e foi reaberta ao povo para visitação no dia 12 de outubro de 2022.
No dia 12 de outubro de todo ano, as paróquias da diocese de Duque de Caxias e São João de Meriti se reúnem e partem em romaria para celebrar missa em honra a Nossa Senhora do Pilar, padroeira da diocese de Duque de Caxias, em uma área situada em frente à igreja. A romaria é realidade desde 1983 tendo por iniciativa do primeiro bispo da diocese, Dom Mauro Morelli.

## Como chegar
Para chegar à histórica Igreja de Nossa Senhora do Pilar e às ruínas do Porto de Pilar do Iguaçu, há basicamente dois caminhos: se vindo do Centro de Duque de Caxias, manter-se na Avenida Leonel de Moura Brizola, sentido Rodovia Washington Luiz, passando pelo bairro Lote XV, em Belford Roxo, até chegar ao bairro Pilar, em Duque de Caxias, avistando a igreja após a ponte, à esquerda; se vindo pela Rodovia Washington Luiz, manter-se na Avenida Leonel de Moura Brizola, sentido Duque de Caxias, avistando à igreja à direita, antes da ponte do Pilar.